# FN's flag
FN's flag er de Forenede Nationers flag og blev taget i brug 20. oktober 1947.
Flaget har FN's officielle emblem, i hvidt på blå baggrund. Emblemet består af et verdenskort, omsluttet af olivengrene. Olivengrenene er et fredssymbol, og verdenskortet symboliserer alle verdens mennesker. 

## Afledte flag
| Flag | Organisationens forkortelse | Organisationens navn                                             | Beskrivelse |
| ---- | --------------------------- | ---------------------------------------------------------------- | --- |
|      | IAEA                        | Det Internationale Atomenergiagentur                             | IAEA's flag bruger de samme farver og olivengrene som FN's flag, men med et beryllium-atom i stedet for verdenskortet. IAEA er uafhængigt af, men rapporterer til FN. |
|      | ICAO                        | International Civil Aviation Organization                        | ICAO's flag er nær-identisk med FN's, men med pilotvinger lagt oven på verdenskortet.                                                                                 |
|      | ILO                         | International Labour Organization                                | Beholder olivengrenene, men verdenskortet er erstattet med et tandhjul. I midten er organisationens initialer.                                                        |
|      | IMO                         | International Maritime Organization                              | Anvender en mindre version af verdenskortet med to krydsede ankre placeret bagved.                                                                                    |
|      | UNESCO                      | United Nations Educational, Scientific and Cultural Organization | Anvender de samme farver som FN's flag. Logoet er et græsk tempel hvor søjlerne er udgjort af organisationens initialer.                                              |
|      | UNICEF                      | United Nations Children's Fund                                   | Beholder olivengrenene og verdenskortet, men med en mor og et barn oven på verdenskortet.                                                                             |
|      | UPU                         | Verdenspostforeningen                                            | Anvender de samme farver som FN's flag med organisationens logo i hvidt.                                                                                              |
|      | WHO                         | World Health Organization                                        | Beholder det normale design, men med en gylden Æskulapstav lagt ovenpå verdenskortet.                                                                                 |
|      | WMO                         | World Meteorological Organization                                | Beholder det normale design, men med en gylden kompasrose. Tidligere havde flaget organisationens initialer oven på kompasrosen som var i hvid i stedet for guld.     |